# Parapleustes monocuspis
Parapleustes monocuspis är en kräftdjursart som beskrevs av Georg Ossian Sars 1895. Parapleustes monocuspis ingår i släktet Parapleustes, och familjen Pleustidae. Arten är reproducerande i Sverige.